# 皮拉蒂尼
皮拉蒂尼（葡萄牙語：Piratini）是巴西南里奥格兰德州的一个市镇。总面积3561.48平方公里，总人口20225人，人口密度5.7人/平方公里。